# KCNIP4
KCNIP4‏ (Potassium voltage-gated channel interacting protein 4) هوَ بروتين يُشَفر بواسطة جين KCNIP4 في الإنسان.